# Пеха, Иван
И́ван Пе́ха (словац. Ivan Pecha; 23 января 1986, Братислава, Чехословакия) — словацкий футболист, защитник.

## Карьера
В сезоне 2004/05 числился в составе клуба «Слован» из города Братислава, провёл два матча в чемпионате Словакии. В 2005 году перешёл в словацкий клуб «Сенец», за два с половиной сезона провёл не менее 37 матчей, забил один гол.
В феврале 2008 года перешёл в румынский клуб «Чахлэул». В августе 2008 года подписал контракт с белорусским клубом БАТЭ, сыграл за клуб 4 матча в чемпионате Белоруссии.
В дальнейшем выступал снова в чемпионатах Белоруссии и Румынии, а также Азербайджана, Латвии и Эстонии. В последние годы выступал в низших дивизионах Польши и Испании. Позже играл  в чемпионате Литвы, а также в низших лигах Чехии и Австрии.